# Bitorienteret protokol
Bitorienterede protokoller benyttes til datatransmission. Det er en familie af protokoller, som alle er baseret på den fælles rammestruktur, der er defineret i HDLC. 
Hver ramme er afgrænset af såkaldte flag, som er et unikt bitmønster, der ikke kan forekomme inden i rammerne. Hvert flag består af otte bit, hvoraf det første og det sidste er 0, mens de seks midterste er ettaller. Inden for en ramme undgås efterligninger af flag ved hjælp af en mekanisme, der kaldes bit stuffing (eller zero-insertion). Herved indskyder afsenderen et ekstra nul i den afsendte bitstrøm, hver gang netop fem ettaller har passeret. Modtageren vil tilsvarende fjerne ethvert nul, som forekommer netop efter fem ettaller. Hvis den sjette position er et, må der derimod være tale om et flag, som afslutter den modtagne ramme. Herved kan rammen detekteres præcist og uafhængigt af dens længde og dataindhold. 
Betegnelsen bitorienteret hentyder til omtalte bitmanipulationer, men den henviser også til det forhold, at selve informationsindholdet i rammerne kan indeholde et vilkårligt antal bit. I praksis udnyttes dette dog sjældent, da de fleste protokoller alligevel kun kan håndtere et informationsfelt, der består af et helt antal byte. 
HDLC-formatet fastlægger også en checksum i hver ramme, som kaldes CRC. Dette felt kan indeholde 16 eller 32 bit. 
Bitorienterede protokoller bliver stadig mere udbredte på bekostning af de tegnorienterede protokoller. Desværre findes et betydeligt antal varianter af HDLC-baserede protokoller. Blandt disse kan nævnes SDLC, LAPB, LAPD og LAPM. Selve de grundlæggende HDLC-funktioner såsom bit stuffing og fejldetektering er dog i alle tilfælde ens, og de kan derfor udføres af udbredte elektroniske komponenter